# Herbita medona
Herbita medona är en fjärilsart som beskrevs av Druce 1892. Herbita medona ingår i släktet Herbita och familjen mätare. Inga underarter finns listade i Catalogue of Life.